# Coppa Intercontinentale 1987 (calcio)
La Coppa Intercontinentale 1987 (denominata anche Toyota Cup 1987 per ragioni di sponsorizzazione) è stata la ventiseiesima edizione del trofeo riservato alle squadre vincitrici della Coppa dei Campioni e della Coppa Libertadores.

## Avvenimenti
L'incontro fu fortemente condizionato dalla fitta nevicata che, abbattutasi sullo Stadio Nazionale di Tokyo, rese di fatto quasi impraticabile il terreno di gioco, limitando fortemente l'agonismo tipico del Peñarol, schierato dal tecnico Óscar Tabárez con un offensivo 4-3-3.
Nonostante la neve rappresentasse un ostacolo anche per i calciatori portoghesi, poco avvezzi a giocare su un campo tanto pesante, sul finire del primo tempo il Porto segnò il gol del vantaggio con Fernando Gomes, innescato da un'invenzione dell'algerino Madjer. A nove minuti dal termine della gara una rete su punizione di Ricardo Viera riuscì a concretizzare gli sforzi della squadra uruguayana e a portare l'incontro ai tempi supplementari.
Contrariamente a quanto sperato dai gialloneri di Montevideo, le due frazioni conclusive della partita videro emergere su tutti l'individualità di Madjer che, già autore dell'assist per il gol del vantaggio degli uomini di Ivic, rubò un pallone agli avversari ed insaccò al minuto 110 la marcatura che consegnò ai lusitani il primo trofeo intercontinentale e riportò il trofeo in Europa dopo due anni.
Il giocatore algerino fu poi premiato come miglior giocatore della finale al termine dell'incontro.
Nel 2017, la FIFA ha equiparato i titoli della Coppa del mondo per club e della Coppa Intercontinentale, riconoscendo a posteriori anche i vincitori dell'Intercontinentale come detentori del titolo ufficiale di "campione del mondo FIFA", inizialmente attribuito soltanto ai vincitori della Coppa del mondo per club.

## Tabellino
| Arbitro: | Franz Wöhrer |

|                                |           |           |
| Fernando Gomes 42’ Madjer 110’ | Marcatori | 80’ Viera |

| Porto | Peñarol |

| Porto         |    |                  |  |     |
|               |    |                  |  |     |
| P             | 1  | Józef Młynarczyk |  |     |
| D             | 2  | João Pinto (C)   |  |     |
| D             | 3  | Augusto Inácio   |  |     |
| D             | 4  | Geraldão         |  |     |
| D             | 5  | Lima Pereira     |  |     |
| C             | 6  | Rui Barros       |  | 61’ |
| C             | 11 | António André    |  |     |
| C             | 8  | Rabah Madjer     |  |     |
| A             | 7  | Jaime Magalhães  |  |     |
| A             | 10 | António Sousa    |  |     |
| A             | 9  | Fernando Gomes   |  |     |
| Sostituzioni: |    |                  |  |     |
| C             | 13 | Quim             |  | 61’ |
| Allenatore:   |    |                  |  |     |
| Tomislav Ivić |    |                  |  |     |

| Peñarol       |    |                              |  |     |
|               |    |                              |  |     |
| P             | 1  | Eduardo Pereira Martínez (C) |  |     |
| D             | 2  | Marcelo Rotti                |  |     |
| D             | 3  | Obdulio Trasante             |  |     |
| D             | 4  | José Herrera                 |  | 95’ |
| D             | 6  | Domínguez                    |  |     |
| C             | 5  | José Perdomo                 |  |     |
| C             | 8  | Eduardo Fernando da Silva    |  |     |
| C             | 9  | Diego Aguirre                |  |     |
| A             | 7  | Daniel Vidal                 |  |     |
| A             | 11 | Jorge Cabrera                |  | 46’ |
| A             | 10 | Ricardo Viera                |  |     |
| Sostituzioni: |    |                              |  |     |
| C             | ?  | Gustavo Matosas              |  | 46’ |
| A             | 13 | Jorge Gonçálvez              |  | 95’ |
| Allenatore:   |    |                              |  |     |
| Óscar Tabárez |    |                              |  |     |